# Mijo
Mijo est le deuxième épisode de la saison 1 de la série télévisée américaine Better Call Saul, la série dérivée de Breaking Bad. L'épisode est écrit par Peter Gould, co-créateur de la série, et réalisé par Michelle MacLaren. Aux États-Unis, l'épisode est diffusée le 9 février 2015 sur AMC. En dehors des États-Unis, l'épisode a été diffusée sur le service de streaming Netflix dans plusieurs pays. Cet épisode marque la première apparition de Nacho Varga (joué par Michael Mando).

## Résumé
Tuco Salamanca prépare de la salsa lorsque sa grand-mère revient après sa dispute avec les frères Lindholm. Bien qu'ils aient accidentellement ciblé le mauvais conducteur, Cal et Lars la suivent chez elle et prétendent à tort qu'ils ont été gravement blessés à la suite de l' accident mis en scène. Ils exigent de l'argent et suivent la grand-mère de Tuco dans sa maison. Tuco utilise sa canne pour les battre inconscients, puis s'arrange pour que Nacho Varga, No Doze et Gonzo viennent avec une camionnette. Jimmy McGill arrive à la porte d'entrée à la recherche de Cal et Lars et Tuco le traîne à l'intérieur sous la menace d'une arme. Jimmy insiste sur le fait que Cal et Lars n'ont pas intentionnellement ciblé la grand-mère de Tuco. Tuco permet à Jimmy de voir Cal et Lars, qui sont ligotés et bâillonnés, mais lorsque Jimmy enlève le bâillon de Lars, Lars implique immédiatement Jimmy.
Tuco et ses hommes emmènent Jimmy, Cal et Lars dans le désert et interrogent Jimmy. Réfléchissant rapidement, Jimmy dit à Tuco qu'il est avocat, mais Tuco ne le croit pas. Tuco menace de se couper un doigt et Jimmy prétend à tort qu'il est un agent du FBI. Nacho est méfiant et menace à nouveau Jimmy, alors Jimmy recommence à admettre la vérité - c'est un avocat qui avait l'intention d'arnaquer les Kettleman. Nacho convainc Tuco que tuer un avocat attirerait une attention indésirable. Tuco libère Jimmy mais décide de tuer Cal et Lars. Jimmy convainc Tuco d'épargner leur vie et le persuade de ne se casser qu'une jambe chacun en guise de punition.
Après avoir amené Cal et Lars à l'hôpital, Jimmy arrive dans un bar pour un rendez-vous. Les gressins d'un client qui claquent rappellent à Jimmy les jambes cassées, alors il s'excuse et vomit dans la salle de bain. Un Jimmy en état d'ébriété s'effondre plus tard sur le canapé de Chuck McGill après avoir oublié de laisser son téléphone portable dans la boîte aux lettres de Chuck. L'EHS de Chuck le pousse à jeter le téléphone dehors. Le lendemain matin, Chuck admet avoir vu la facture d'hôpital de Cal et Lars. Jimmy rassure Chuck sur le fait qu'il ne retourne pas dans son passé d'escroc. Jimmy retourne à son bureau après plusieurs jours au tribunal. Un employé du salon lui annonce qu'un client est arrivé. Le client est Nacho, qui dit à Jimmy qu'il veut voler les 1,6 million de dollars des Kettleman, pour lesquels il paiera à Jimmy une commission d'intermédiaire. Jimmy insiste sur le fait qu'il est un avocat, pas un criminel. Nacho écrit son numéro de téléphone sur l'une des pochettes d'allumettes de Jimmy et dit à Jimmy d'appeler quand il comprendra qu'il est « dans le jeu ».

## Production
L'épisode est écrit par le co-créateur et producteur exécutif de la série Peter Gould, qui a initialement écrit l'épisode qui a présenté Saul Goodman dans la deuxième saison de Breaking Bad. Il est réalisé par Michelle MacLaren, la réalisatrice la plus prolifique de Breaking Bad, réalisant 11 épisodes et a également été productrice exécutive,.

## Accueil
Lors du passage à son créneau régulier du lundi, l'épisode a reçu 3,4 millions de téléspectateurs et une note de 1,6 parmi les adultes de 18 à 49 ans aux États-Unis. Cela équivaut à une baisse de 50 % du nombre de téléspectateurs, ainsi qu'à une baisse de 52 % de la démographie.
L'épisode a reçu des critiques positives de la part des critiques. Erik Kain de Forbes déclare que malgré la haine de la longue et interminable scène des restaurants, l'épisode global est bon. Malgré cela, il a estimé qu'il n'était pas « assis presque aussi près du bord de mon siège [comme dans Breaking Bad] - mais c'est divertissant et drôle et toujours magnifiquement tourné, joué et écrit. » David Segal du New York Times, dans une critique positive, a noté que sa partie préférée de l'épisode « est le montage élaboré et désinvolte de Jimmy à la cour, qui rend hommage au montage élaboré et désinvolte du film Que le spectacle commence de Bob Fosse, complet avec le même concerto de Vivaldi et la phrase « C'est l'heure du spectacle! » »
Catherine Gee de The Telegraph attribue à l'épisode 4 étoiles sur 5, en disant : « Nous avons pu voir Jimmy McGill… vraiment montrer ses talents de négociateur en marchandant sur le sort des jumeaux. Et c'est entre les mains habiles du scénariste et co-créateur de l'épisode, Peter Gould, que nous avons pu nous laisser aller à un léger rire quant à savoir si McGill peut faire passer Tuco d'un écorchement à une jambe cassée tout en évitant les détours possibles de l'œil. et déchirure de la langue. » Roth Cornet d'IGN donne à l'épisode une note de 9 sur 10, en disant que « Better Call Saul démarre en courant avec son deuxième épisode; préparant le terrain pour une série qui est à la fois un jeu moral et une tragédie grecque (remplie d'un passé et moins que conclusion savoureuse) et en partie une lettre d'amour aux grands interprètes, quel que soit leur domaine de vie. » Richard Vine du Guardian était également positif à son avis. En particulier, il estime que « la meilleure chose à sortir du désert est notre introduction à Nacho Varga. L'associé beaucoup plus raisonnable de Tuco a évalué la situation et a retrouvé Jimmy jusqu'à son « bureau ». » The Atlantic nomme Mijo l'un des meilleurs épisodes télévisés de l'année 2015.
Michael Star du New York Post attribue à l'épisode une note de 3 sur 4, en disant : « Le premier épisode de dimanche se déroule à un rythme rapide, avec une cinématographie de mauvaise humeur qui, comme Breaking Bad, fait en quelque sorte que la lumière du soleil du Nouveau-Mexique, sur un ciel azur brillant, ressemble à un pressentiment orageux - soulevé par la performance confiante d'Odenkirk et le dialogue vif de Jimmy […]. Je suis toujours intéressé de voir comment / si une nouvelle émission poursuit son élan de première, en particulier avec une émission comme Better Call Saul, qui a été si implacablement médiatisée par AMC que vous avez commencé à vous demander. Mais le deuxième épisode de lundi soir fait un bon travail pour maintenir son mojo, car Jimmy a une épiphanie qui va changer le cours de sa vie, et nous allons avoir plusieurs autres surprises. C'est un bon début pour une série qui s déjà été renouvelé pour une deuxième saison et aura le temps de se développer. »